# Аул-Бергуль
Аул-Бергуль (тат. Яргөл) — аул в Куйбышевском районе Новосибирской области. Входит в состав Гжатского сельсовета.

## География
Площадь аула — 36 гектаров.

## История
Основан в 1676 г. В 1926 году состоял из 34 хозяйств, основное население — барабинцы. В составе Бергульского сельсовета Барабинского района Барабинского округа Сибирского края.

## Население
| 1926 | 2002 | 2007 | 2010 |
| ---- | ---- | ---- | ---- |
| 169  | ↗595 | ↗661 | ↘540 |

## Инфраструктура
В ауле по данным на 2007 год функционируют 1 учреждение здравоохранения и 1 учреждение образования.